# 14012 Amedee
14012 Amedee è un asteroide della fascia principale. Scoperto nel 1993, presenta un'orbita caratterizzata da un semiasse maggiore pari a 2,8657275 au e da un'eccentricità di 0,1269082, inclinata di 13,84001° rispetto all'eclittica.
L'asteroide è dedicato all'isola Amedee in Nuova Caledonia.